# Jüdischer Friedhof (Lübz)

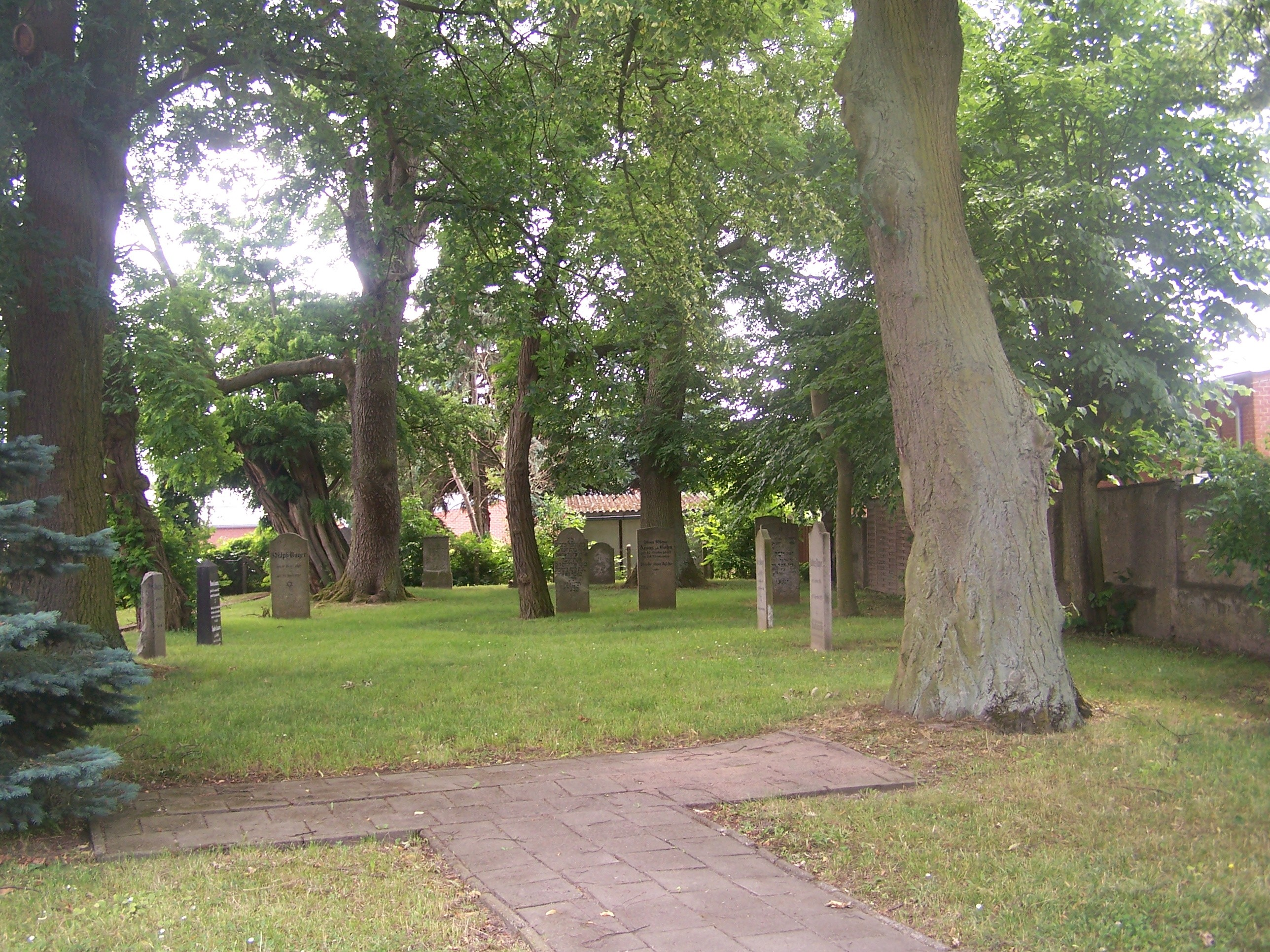
Blick vom Haupteingang

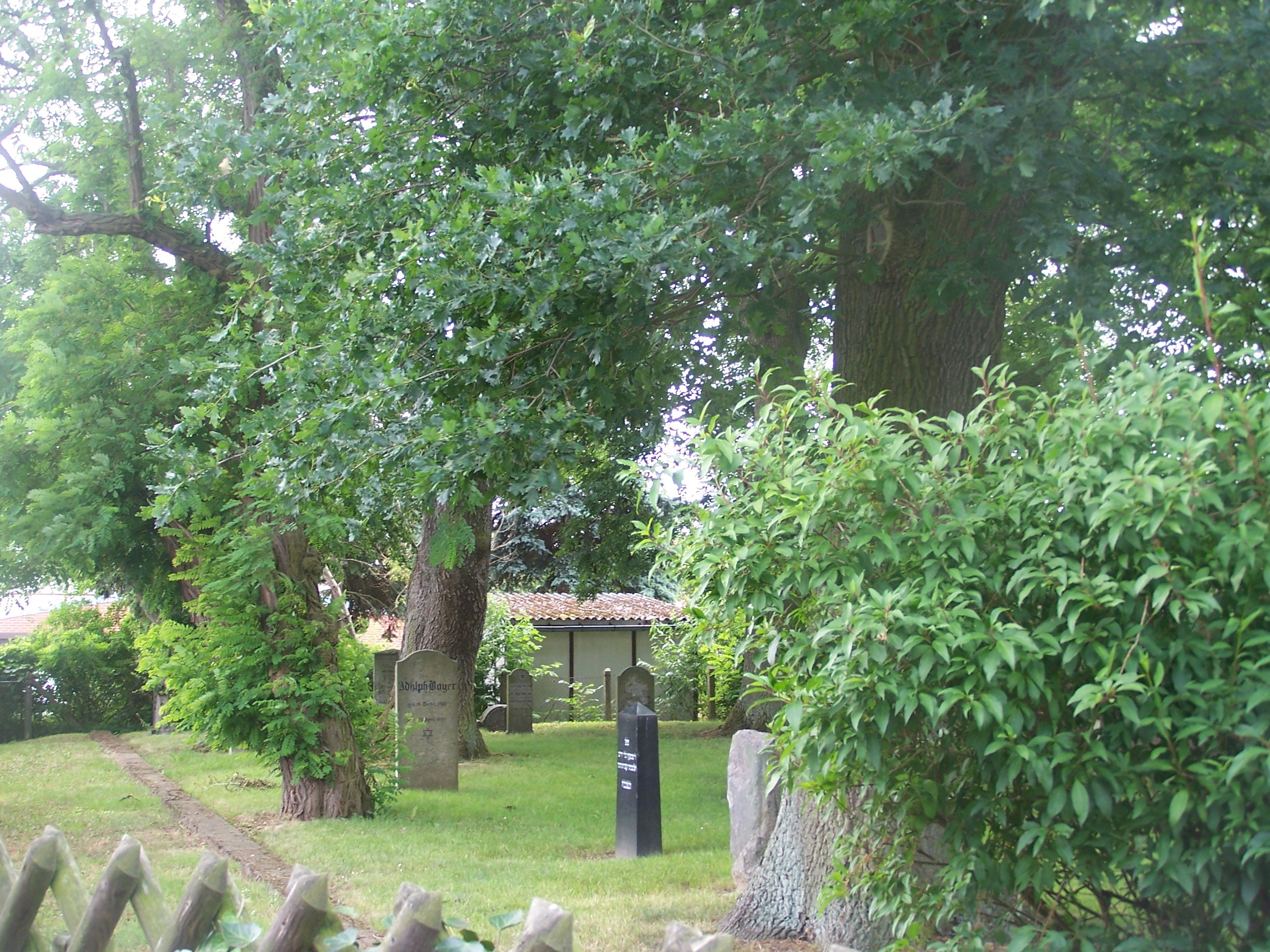
Blick von der Seite

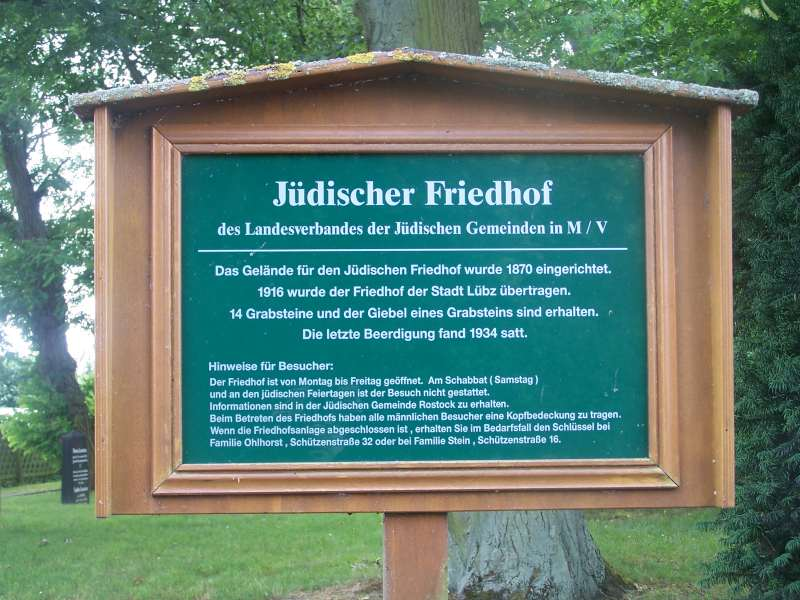
Infotafel

Der Jüdische Friedhof Lübz in Lübz im Landkreis Ludwigslust-Parchim in Mecklenburg-Vorpommern ist ein geschütztes Baudenkmal.

## Beschreibung
Der Friedhof befindet sich in der Schützenstraße, heute zwischen Wohnhäusern gelegen. Das kleine Grundstück von ca. 300 m² zeugt von einer nur sehr kleinen jüdischen Gemeinde. Es sind noch 19 (1988) bzw. 14 (1993) Grabsteine vorhanden.

## Geschichte
Die Gründungszeit des Friedhofes fällt in die Zeit (kurz) nach 1823. Um 1860 erreichte die jüdische Gemeinde die höchste Personenzahl von Gläubigen. Der älteste erhaltene Grabstein datiert von 1839 (Röse Arons geb. Liebmann, 1786–1839), der jüngste von 1924 (Sophie Lazarus geb. Ladewig, 1838–1924). 1916 ist der Stadt Lübz das Eigentumsrecht übertragen worden. In der Zeit des Nationalsozialismus soll der Friedhof nicht geschändet worden sein. Bis 1986 hatte die Ortsgruppe der LDPD die Pflege übernommen, danach verwilderte das Areal und wurde Ende 1989 instand gesetzt. Dabei legte man – bis auf einen – alle Grabsteine flach auf den Boden, teilweise auch falschen Gräbern zugeordnet. Dieser freistehende aus dem 19. Jahrhundert stammende Stein (Salomon Bendix, 1774–1871) und die riesige, uralte Robinie lehnen sich aneinander, als wollten sie sich gegenseitig schützen. 2007 wurden die Steine restauriert und wieder aufgerichtet.